# CQD
CQD (v Morseově abecedě  - · - ·    - - · -    - · · ) je nouzový signál, který byl používán před začátkem masového rozšíření signálu SOS. Zkratka se nesprávně vysvětluje pomocí různých akronym jako Come Quick, Distress (přijeďte rychle, nouze), Come Quick, Danger (přijeďte rychle, nebezpečí), nebo žertovně Come Quick, Damn it (rychle přijeďte, k sakru).[zdroj?] Ve skutečnosti vznikla tak, že se k signálu CQ, tradičně používanému k označení důležitých zpráv určených všem radiostanicím v dosahu, přidalo D (jako distress - nouze).
Signál byl použit také při pokusu radisty Phillipse o záchranu Titanicu, poprvé vyslal Jack Phillips signál CQD a poté signál SOS.
Ještě před signálem CQD byl používán signál CQ (bylo také navrhováno použití signálu SSS DDD), signál CQD zavedla roku 1904 společnost Marconi International Marine Communication Company. První dokumentované použití signálu CQD americkou lodí bylo vysláno roku 1908 kapitánem parníku Santa Rosa, Richardem Johnstonem. Dále byl zaznamenán případ z roku 1909, kdy loď SS Arapahoe ztratila svůj lodní šroub na místě zvaném „hřbitov Atlantiku“, kde o pár měsíců později přijala tatáž loď signál od lodi SS Iriquois.[zdroj?]